# Cục Viễn thám Quốc gia (Việt Nam)
Cục Viễn thám Quốc gia (tiếng Anh: National Remote Sensing Department, viết tắt là NRSD) là cơ quan trực thuộc Bộ Tài nguyên và Môi trường có chức năng tham mưu, giúp Bộ trưởng quản lý nhà nước về viễn thám; tổ chức thực hiện các dịch vụ công về viễn thám theo quy định của pháp luật.
Chức năng, nhiệm vụ, quyền hạn và cơ cấu tổ chức của Cục Viễn thám Quốc gia được quy định tại Quyết định số 2836/QĐ-BTNMT ngày 26 tháng 10 năm 2022 của Bộ Tài nguyên và Môi trường. Sửa đổi, bổ sung tại Quyết định số 1189/QĐ-BTNMT ngày 10/5/2023 của Bộ trưởng Bộ Tài nguyên và Môi trường.

## Lịch sử hình thành và phát triển[2]
- Giai đoạn 1980 - 1993: Trung tâm Viễn thám trực thuộc Cục Đo đạc và Bản đồ Nhà nước.
- Giai đoạn 1994 - 2002: Trung tâm Viễn thám trực thuộc Tổng cục Địa chính.
- Giai đoạn 2003 - 2013: Trung tâm Viễn thám quốc gia thuộc Bộ Tài nguyên và Môi trường.
- Giai đoạn 2013 - nay: Cục Viễn thám quốc gia trực thuộc Bộ Tài nguyên và Môi trường.

Cục Viễn thám quốc gia được thành lập trên cơ sở Trung tâm Viễn thám quốc gia trực thuộc Bộ Tài nguyên và Môi trường. Tiền thân từ trên cơ sở Trung tâm Viễn thám thuộc Cục Đo đạc và Bản đồ Nhà nước (1980 - 1993), thuộc Tổng cục Địa chính (1994 – 2002) và trực thuộc Bộ Tài nguyên và Môi trường từ những năm 2003 đến nay.  Qua quá trình xây dựng và phát triển, đến nay bộ máy tổ chức của Cục gồm: Lãnh đạo Cục, 07 phòng chức năng và 07 đơn vị sự nghiệp trực thuộc.  Với gần 300 công chức, viên chức, người lao động (trong đó có 6 tiến sỹ, 33 thạc sỹ, còn lại là các kỹ sư, cử nhân…), Cục Viễn thám quốc gia là đơn vị có đội ngũ cán bộ khoa học kỹ thuật trẻ, trình độ chuyên môn cao, được đào tạo chính qui ở trong và ngoài nước nên đã nhanh chóng nắm bắt được khoa học - công nghệ mới và hoàn thành tốt các nhiệm vụ Nhà nước giao.  Quá trình xây dựng và phát triển của Trung tâm có thể khái quát thành các giai đoạn chính sau đây:  
1. Giai đoạn từ năm 1980 đến năm 1993 - Trung tâm Viễn thám trực thuộc Cục Đo đạc và Bản đồ Nhà nước
Cùng với những thành tựu trong nghiên cứu vũ trụ và phát triển công nghệ tin học, Viễn thám hiện đại hình thành và phát triển đem lại hiệu quả cao về khoa học công nghệ và kinh tế trong nhiều lĩnh vực điều tra cơ bản.  Ở Việt Nam, vào cuối những năm 1970 và đầu những năm 1980, nhờ việc tham gia Chương trình Intercosmos của các nước Xã hội Chủ nghĩa trước đây đã tạo cơ sở nền móng cho khoa học viễn thám có điều kiện thâm nhập và phát triển. Trong thời kỳ này, Trung tâm có chức năng sản xuất, nghiên cứu triển khai dịch vụ khoa học kỹ thuật và quản lý tư liệu trong lĩnh vực Viễn thám.  Viễn thám chính thức hình thành ở Việt Nam vào đầu những năm 80 Thế kỷ trước, thông qua Chương trình Intercosmos của các nước XHCN trước đây và trong khuôn khổ hoạt động của Ủy ban nghiên cứu Vũ trụ Việt Nam.  Cuối năm 1980 Tổ Viễn thám trực thuộc Cục Đo đạc và Bản đồ Nhà nước được thành lập với 4 cán bộ điều động từ các đơn vị khác về. Công việc chuyên môn đầu tiên là nghiên cứu sử dụng ảnh hàng không đa phổ để hiện chỉnh bản đồ địa hình tỷ lệ 1: 25.000 khu vực Thủ Đức, TP. Hồ Chí Minh.  Năm 1982 Tổ Viễn thám trở thành Phòng Viễn thám có chức năng thu thập, bảo quản, cung cấp tư liệu viễn thám; xử lý và giải đoán ảnh phục vụ chủ yếu cho công tác bản đồ. Phòng  được bổ sung thêm cán bộ và đã nhanh chóng tiếp cận về công nghệ, thông qua việc đào tạo và nghiên cứu, sản xuất thử nghiệm.  Năm 1985 trước nhu cầu phát triển của công nghệ và sự lớn mạnh của Phòng Viễn thám, Trung tâm Viễn thám đã được thành lập hoạt động theo cơ chế đơn vị sự nghiệp. Cơ cấu tổ chức gồm 2 phòng chức năng, 5 tổ sản xuất và nghiên cứu thử nghiệm với gần 40 cán bộ, trong đó có 2 tiến sỹ, 18 kỹ sư. 
Thành tích nổi bật:  - Khẳng định được vị thế của viễn thám trong lĩnh vực đo đạc bản đồ và tạo những bước đi vững chắc cho phát triển theo 3 trụ cột: xử lý, cung cấp ảnh - hiện chỉnh bản đồ địa hình - thành lập các loại bản đồ chuyên đề;  - Hiện chỉnh bản đồ địa hình tỷ lệ 1: 25.000, 1: 50.000 cho một số địa phương; xây dựng bộ bản đồ HTSDĐ toàn quốc tỷ lệ 1: 250.000. Cung cấp kịp thời bản đồ nền và trực tiếp tham gia lập hồ sơ địa giới hành chính 364/CT (được Thủ tướng CP tặng Bằng khen cho 1 tập thể và 1 cá nhân). Thành lập bộ bản đồ chuyên đề phục vụ khai thác lãnh thổ và bảo vệ tài nguyên thiên nhiên cho tỉnh Thanh Hóa.  - Hoàn thành 2 đề tài NCKH cấp nhà nước (1 đề tài chủ trì, 1 đề tài phối hợp), 3 đề tài cấp Cục,  
2. Giai đoạn từ năm 1994 đến năm 2002 – Trung tâm Viễn thám trực thuộc Tổng cục Địa chính
Thời kỳ đầu, Trung tâm hoạt động theo cơ chế doanh nghiệp sau chuyển sang đơn vị sự nghiệp có thu. Cơ cấu tổ chức gồm 3 phòng chức năng, 5 tổ nghiên cứu và triển khai sản xuất với hơn 70 cán bộ, trong đó có 2 tiến sỹ, 2 thạc sỹ và hơn 50 kỹ sư/cử nhân.
Thành tích nổi bật:  Về sản xuất và dịch vụ kỹ thuật. 
- Nhiệm vụ chính của đơn vị trong thời kỳ này là hiện chỉnh và thành lập bản đồ bằng công nghệ Viễn thám.  Trung tâm đã hiện chỉnh gần 300 mảnh bản đồ tỉ lệ 1/50.000, 487 mảnh tỉ lệ 1/25.000 ở nhiều vùng trong cả nước. Lần đầu tiên thành lập 131 mảnh bản đồ địa hình từ tỉ lệ 1/25.000 đến 1/1.000.000 vùng quần đảo Hoàng Sa, Trường Sa và Biển Đông.  Xử lý, cung ứng các loại hình tư liệu viễn thám cho các cơ quan điều tra cơ bản, các viện nghiên cứu thiết kế và qui hoạch, các trường đại học của nhiều bộ, ngành và địa phương. Năm 2000, Trung tâm đã thực hiện thành lập hơn 2300 mảnh trực ảnh tỉ lệ 1/25.000 cho 33 tỉnh phục vụ công tác thành lập bản đồ hiện trạng sử dụng đất và điều tra đất đai chưa sử dụng trong đợt tổng kiểm kê đất đai. Đặc biệt, năm 1999 với công nghệ hiện chỉnh bản đồ bằng ảnh vệ tinh, Trung tâm đã tiến hành cập nhật  hoàn thành 34 mảnh bản đồ tỷ lệ 1/50.000 phục vụ kịp thời việc ký Hiệp ước sơ bộ biên giới Việt -Trung. Tiếp theo, vào năm 2000, Trung tâm Viễn thám đã tham gia công trình Tổng đồ Vịnh Bắc Bộ với cục Bản đồ Bộ Tổng tham mưu Bộ Quốc phòng, đưa tư liệu viễn thám trở thành một tài liệu tốt, phục vụ làm bộ bản đồ Tổng đồ Vịnh Bắc Bộ gồm 100 mảnh tỉ lệ 1/100.000 phục vụ trong đàm phán.  Hiện chỉnh và thành lập các loại bản đồ bằng tư liệu viễn thám phục vụ các nhiệm vụ điều tra, quản lý tài nguyên và bảo vệ môi trường, thành lập các bản đồ chuyên đề trong đó cá các bản đồ biến động lòng sông, cửa sông, bờ biển nhiều vùng khác nhau với các tỉ lệ 1/25.000, 1/50.000, 1/100.000; bản đồ biến động rừng ngập mặn tỉ lệ 1/100.000 trên toàn dải ven biển; bản đồ đất ngập nước tỉ lệ 1/250.000 phủ trùm toàn quốc, bản đồ kiểm kê và đánh giá tiềm năng nuôi trồng thủy sản ven bờ tỉ lệ 1/100.000…, những công trình này đã đáp ứng nhu cầu của các cơ quan và được đánh giá cao về chất lượng.  Hoạt động nghiên cứu khoa học.  Với mục đích phát triển ứng dụng công nghệ viễn thám có hiệu quả trong điều kiện của nước ta, việc triển khai nghiên cứu ứng dụng là một nhiệm vụ quan trọng của đơn vị. Trong thời kỳ này, Trung tâm đã hoàn thành 2 đề tài về nghiên cứu ứng dụng kỹ thuật viễn thám để khảo sát một số yếu tố hải dương học vùng bờ biển Việt Nam, nghiên cứu qui luật và dự đoán xu thế bồi tụ - xói lở vùng biển cửa sông Việt Nam (phối hợp với Viện Hải dương học Nha Trang).  Hoàn thành 4 đề tài cấp Tổng cục như “Qui trình ứng dụng ảnh vệ tinh để thành lập bản đồ hiện trạng sử dụng đất và đo vẽ địa hình tỉ lệ 1/50.000 bằng ảnh vệ tinh” và một số đề tài khác.Những đề tài nghiên cứu của Trung tâm đều có định hướng rõ rệt và có tác dụng tạo điều kiện để mở ra các nhiệm vụ mới, đáp ứng nhu cầu thực tiễn.  Phát triển, xây dựng đơn vị.  Trung tâm Viễn thám hoạt động trong lĩnh vực công nghệ cao, vì vậy, đơn vị thực hiện đầu tư phát triển thông qua các dự án sử dụng vốn ODA cũng như phát huy nội lực của đơn vị nhằm mục tiêu trang bị những thiết bị và công nghệ hiện đại một cách đổng bộ và tăng cường nguồn lực về số lượng cũng như về trình độ chuyên môn và năng lực quản lý.  Thời kỳ này, Trung tâm được đầu tư để chuyển dịch sang ứng dụng công nghệ số trong lĩnh vực viễn thám. Đơn vị đã hoàn thành 2 dự án sử dụng vốn ODA của Chính phủ Pháp “Viễn thám để lập bản đồ” năm 1998 và Dự án “Đo vẽ bản đồ phục vụ điều tra tài nguyên thiên nhiên” năm 2002.  Sau khi thực hiện dự án, Trung tâm Viễn thám đã được trang bị công nghệ hiện đại, cán bộ của Trung tâm được đào tạo chuyên sâu đã phát huy được khả năng ứng dụng và phát triển công nghệ viễn thám trong công tác bản đồ địa hình cũng như bản đồ chuyên đề phục vụ quản lý tài nguyên đất đai và giám sát nhiều khía cạnh môi trường.

3. Giai đoạn từ năm 2003 đến năm 2013- Trung tâm Viễn thám quốc gia thuộc Bộ Tài nguyên và Môi trường
Năm 2002, Quốc hội nước Cộng hòa Xã hội Chủ nghĩa Việt Nam quyết định thành lập Bộ Tài nguyên và Môi trường. Tại nghị định của Chính phủ số 91/2002/NĐ-CP ngày 11/11/2002 qui định chức năng, nhiệm vụ, quyền hạn và cơ cấu tổ chức của Bộ Tài nguyên và Môi trường, Trung tâm Viễn thám được thành lập lại trực thuộc Bộ Tài nguyên và Môi trường và nghị định số 25/2008/NĐ-CP ngày 04/3/2008, quyết định số 990/QĐ-BTNMT ngày 12/6/2008 của Bộ trưởng Bộ Tài nguyên và Môi trường đã đưa Trung tâm Viễn thám trở thành Trung tâm Viễn thám quốc gia. Đây là sự kiện lớn cho thấy sự phát triển của đơn vị ngày càng đi lên và công nghệ viễn thám có vai trò quan trọng trong các lĩnh vực của Bộ Tài nguyên và Môi trường cũng như đối với các lĩnh vực điều tra cơ bản của nhiều ngành và địa phương.  Với vị trí của mình, Trung tâm Viễn thám quốc gia đã định hướng các hoạt động theo chức năng, nhiệm vụ Bộ Tài nguyên và Môi trường giao nhằm phục vụ đa ngành, đa mục tiêu, trợ giúp công tác điều tra, giám sát hiện trạng tài nguyên và môi trường bằng công nghệ viễn thám. Đồng thời sử dụng có hiệu quả các nguồn đầu tư hiện đại hóa công nghệ, đào tạo nguồn nhân lực và trở thành một Trung tâm Quốc gia mạnh trong  khu vực.  
  Công nghệ viễn thám được áp dụng vào nhiều lĩnh vực đã đánh dấu sự lớn mạnh  và phát triển của Trung tâm Viễn thám quốc gia. Trong thời gian qua, việc sử dụng công nghệ viễn thám đang dần trở thành một nhu cầu khách quan phục vụ thiết thực, có hiệu quả cho các hoạt động khoa học, kinh tế, an ninh - quốc phòng xác định một vị thế mới của Trung tâm trong Bộ Tài nguyên và Môi trường và ở Việt Nam trong lĩnh vực viễn thám và địa tin học.  Thành tích đạt được:   Mở rộng phạm vi hoạt động để phục vụ cho các lĩnh vực quản lý của Bộ:  - Thực hiện thành công dự án Chính phủ “Xây dựng cơ sở dữ liệu hệ thống thông tin địa hình thủy văn cơ bản phục vụ phòng chống lũ lụt và phát triển kinh tế xã hội vùng đồng bằng sông Cửu Long”, một số dự án trong lĩnh vực môi trường (thành lập bộ bản đồ Đất ngập nước ven biển, bản đồ Nhạy cảm môi trường phục vụ đánh giá tác động môi trường; bộ bản đồ và cơ sở dữ liệu cho 3 vùng kinh tế trọng điểm của Việt Nam, bản đồ phân vùng chức năng môi trường, xác định nguồn gốc phát sinh dầu tràn trên biển...); Đưa vào áp dụng thành công một số công nghệ tiên tiến (công nghệ xử lý và giải đoán ảnh số, công nghệ Lidar, công nghệ chụp ảnh số, công nghệ GIS...);  - Tham gia thực hiện dự án của Chính phủ “Xây dựng cơ sở dữ liệu địa lý 1/10.000 gắn với mô hình số độ cao phủ trùm cả nước” với các nhiệm vụ “Thành lập cơ sở dữ liệu nền thông tin địa lý tỉ lệ 1/5000 khu vực đồng bằng sông Cửu Long” và “Xây dựng mô hình Geoid địa phương” nhằm đáp ứng mục tiêu của dự án là đảm bảo đủ năng lực phục vụ mọi nhu cầu quản lý Nhà nước, đáp ứng các hoạt động kinh tế - xã hội, đảm bảo quốc phòng, an ninh quốc gia, thỏa mãn điều kiện hội nhập kinh tế quốc tế. Dự kiến các nhiệm vụ hoàn thành năm 2011.  - Đáp ứng kịp thời nhu cầu về ảnh viễn thám cho tổng kiểm kê đất đai năm 2005, 2010, cho công tác kiểm kê rừng hàng năm và theo chu kỳ;  - Hoàn thiện quy trình và đưa công tác hiện chỉnh bản đồ địa hình vào thực hiện thường xuyên;  - Hoàn thành 2 đề tài NCKH cấp nhà nước, 22 đề tài, dự án sản xuất thử nghiệm cấp Bộ, 6 đề tài cấp cơ sở, 2 Nhiệm vụ hợp tác quốc tế theo Nghị định thư với nước ngoài. Nhiều đề tài hoàn thành dần được đưa vào ứng dụng trong thực tiễn điều tra cơ bản phục vụ các lĩnh vực của Bộ như: sử dụng ảnh vệ tinh để điều tra giám sát tài nguyên đất, tài nguyên nước, môi trường, biển và hải đảo, thành lập và hiện chỉnh hệ thống bản đồ cơ sở.  - Xây dựng và triển khai phần mềm Vilis về quản lý đất đai xuống các địa phương. Phần mềm này đã được tặng giải thưởng Techmart Việt Nam năm 2008;  Về đầu tư phát triển:   Trong thời kỳ này, Trung tâm Viễn thám quốc gia thực hiện dự án Chính phủ “Xây dựng Hệ thống giám sát tài nguyên thiên nhiên và môi trường tại Việt Nam” sử dụng vốn ODA của Chính phủ Cộng hòa Pháp có vốn đầu tư hơn 19,3 triệu Euro và gần 50 tỷ đồng Việt Nam. Một trong những kết quả quan trọng của dự án này là đã lắp đặt thành công và đưa vào vận hành  Trạm thu ảnh vệ tinh Việt Nam thu được 4 loại ảnh vệ tinh quang học và 1 loại ảnh radar;  Ngày 9/7/2009, Bộ Tài nguyên và Môi trường đã tổ chức Lễ khánh thành Trạm thu ảnh vệ tinh Việt Nam, đón tiếp Phó thủ tướng Chính phủ, Đại sứ quán Cộng hòa Pháp, lãnh đạo các Bộ, Ban, Ngành từ Trung ương đến địa phương… tới dự lễ cắt băng khánh thành Trạm thu ảnh vệ tinh hiện đại đầu tiên của Việt Nam. Việc đưa Trạm thu ảnh vệ tinh Việt Nam vào vận hành đã được đánh giá là một trong mười sự kiện lớn có ý nghĩa của Bộ Tài nguyên và Môi trường năm 2009 và cũng là một trong mười sự kiện về khoa học công nghệ của Việt Nam năm 2009. Với kết quả đạt được của dự án, lần đầu tiên ở Việt Nam thu được ảnh vệ tinh Spot của Pháp và ENVISAT của Châu Âu, chủ động xử lý và cung cấp tư liệu ảnh cho các Bộ, Ngành và địa phương; đào tạo 38 kỹ sư có trình độ cao về quản lý, vận hành Trạm thu, xử lý ảnh và 267 cán bộ về ứng dụng công nghệ viễn thám. Đã có 15 cơ sở ứng dụng được trang bị hệ thống máy, phần mềm chuyên ngành.  
             Cơ sở hạ tầng kỹ thuật của dự án đủ mức hiện đại cho việc vận hành Trạm thu ảnh vệ tinh và Trung tâm dữ liệu Viễn thám quốc gia đáp ứng cho sự phát triển tương lai của công nghệ vũ trụ và viễn thám ở Việt Nam.             Cho đến nay, Trung tâm đã chủ động vận hành Trạm thu, kết quả đã thu được 96.116 cảnh ảnh Spot2, 164.727 cảnh ảnh Spot4, 15.557 cảnh ảnh Spot5 và 490 cảnh ảnh ASAR, 144 ảnh Meris của vệ tinh ENVISAT trong bán kính 2500Km tính từ Trạm thu.              Đơn vị đã vận hành Trung tâm Dữ liệu quốc gia để xây dựng cơ sở dữ liệu ảnh và cung cấp cho các Bộ, Ngành, địa phương 423 cảnh ảnh Spot, 4383 mảnh bình đồ ảnh các tỉ lệ (trong đó có 1325 mảnh tỉ lệ 1/10.000 thuộc 6 tỉnh phục vụ cho công tác tổng kiểm kê đất đai năm 2010) và bình đồ ảnh cho 39 tỉnh phục vụ Chương trình điều tra tài nguyên rừng Chu kỳ IV.  
  Như vậy, Trung tâm Viễn thám quốc gia có đủ năng lực vận hành hệ thống thiết bị của dự án và thực hiện tốt nhiệm vụ xử lý, cung ứng tư liệu viễn thám cho các ngành và các địa phương. Đồng thời, giữ vai trò là người cung cấp chính thức, duy nhất các loại hình tư liệu viễn thám ở nước ta và hỗ trợ các ngành đẩy mạnh ứng dụng công nghệ viễn thám.  Với sự phát triển của Trung tâm Viễn thám quốc gia, công tác hợp tác quốc tế ngày càng được mở rộng với nhiều nước như: CH Pháp, Liên minh Châu Âu, CHLB Nga, Nhật Bản, Thái Lan, Singapore, Hàn Quốc… nhằm tìm hiểu công nghệ mới, trao đổi công nghệ, tìm nguồn đào tạo nhân lực, mở rộng thị trường. Kết quả các chương trình, dự án hợp tác quốc tế đã đóng góp rất quan trọng trong quá trình xây dựng và phát triển công nghệ viễn thám.  Trong các mặt hoạt động, Trung tâm Viễn thám quốc gia luôn thực hiện nghiêm chỉnh chính sách, pháp luật. Thường xuyên phát động các phong trào thi đua lao động sản xuất, thực hiện tốt qui chế dân chủ cơ sở tạo điều kiện thuận lợi cho Công đoàn, Đoàn thanh niên, Chi hội cựu chiến binh… hoạt động đạt nhiều thành tích; luôn luôn quan tâm nâng cao đời sống tinh thần vật chất cho cán bộ công nhân viên, làm tốt các hoạt động từ thiện xã hội, giúp đỡ đồng bào vùng bị thiên tai lũ lụt với số tiền 200 triệu đồng.  Đạt được thành tích nói trên trước hết là do Trung tâm luôn nhận được sự quan tâm, chỉ đạo của Ban Cán sự Đảng, của lãnh đạo Bộ Tài nguyên và Môi trường, các vụ quản lý của Bộ, của các cơ quan đơn vị trực thuộc Bộ, các cơ quan quản lý Nhà nước cấp trên và các khách hàng trong và ngoài nước.  Bên cạnh đó, lãnh đạo và tập thể cán bộ công nhân viên Trung tâm Viễn thám quốc gia nhiệt tình sáng tạo, đoàn kết cùng nhau phấn đấu vì mục tiêu xây dựng đơn vị phát triển, đảm bảo việc làm, thu nhập cho người lao động. Trung tâm đã phát huy được truyền thống tốt đẹp của nhiều thế hệ cán bộ công nhân viên của đơn vị. Trung tâm có chiến lược phát triển đúng, có kế hoạch và tổ chức thực hiện tốt nhiệm vụ.  Với những thành tích và sự nỗ lực của toàn thể cán bộ công nhân viên, Trung tâm Viễn thám quốc gia đã được Bộ Tài nguyên và Môi trường tặng 30 Bằng khen cho tập thể, cá nhân; Nhà nước đã tặng thưởng 2 bằng khen của Thủ tướng Chính phủ và một Huân chương Lao động Hạng ba cho tập thể Trung tâm và 5 Bằng khen của Thủ tướng Chính phủ, 3 Huân chương Lao động Hạng ba cho các cá nhân.  
4. Thời kỳ 2013 đến nay: thành lập Cục Viễn thám quốc gia trực thuộc Bộ Tài nguyên và Môi trường            
Trước yêu cầu thực tiễn, với nội dung quản lý nhà nước về viễn thám đã được định hình ngày càng rõ nét: công tác xây dựng trình cấp có thẩm quyền ban hành văn bản quy phạm pháp luật về viễn thám; kiểm tra, giám sát việc ứng dụng công nghệ viễn thám vào các mục đích phát triển kinh tế xã hội và an ninh quốc phòng; phát triển công nghệ viễn thám phục vụ cho công tác quản lý tài nguyên thiên nhiên và bảo vệ môi trường; quản lý hệ thống cơ sở dữ liệu quốc gia về viễn thám, quản lý hệ thống cơ sở hạ tầng viễn thám phục vụ cho thu nhận, lưu trữ và xử lý và trao đổi thông tin, dữ liệu viễn thám. Như vậy mô hình tổ chức của đơn vị sự nghiệp - Trung tâm Viễn thám quốc gia không phù hợp với yêu cầu quản lý. Chính phủ đã ban hành Nghị định số 21/2013/NĐ-CP ngày 04 tháng 3 năm 2013 quy định chức năng, nhiệm vụ và cơ cấu tố chức của Bộ Tài nguyên và Môi trường trong đó có việc thành lập Cục Viễn thám quốc gia trên cơ sở Trung tâm Viễn thám quốc gia trước đây.           Cục Viễn thám quốc gia là tổ chức trực thuộc Bộ Tài nguyên và Môi trường có chức năng tham mưu, giúp Bộ trưởng quản lý và thực thi các hoạt động về viễn thám phục vụ giám sát tài nguyên thiên nhiên, bảo vệ môi trường, phòng tránh thiên tai, phát triển kinh tế xã hội và an ninh, quốc phòng; thực hiện các dịch vụ về viễn thám theo quy định của pháp luật.           Trên cơ sở vị trí chức năng, nhiệm vụ quyền hạn, Cục Viễn thám quốc gia đã chuyển sang hoạt động theo mô hình quản lý nhà nước với việc hoàn thiện hệ thống văn bản quy phạm pháp luật, xây dựng quy hoạch, kế hoạch dài hạn phát triển lĩnh vực viễn thám, đẩy mạnh ứng dụng viễn thám trong quản lý tài nguyên, bảo vệ môi trường và đáp ứng yêu cầu phát triển các ngành kinh tế xã hội.

## Nhiệm vụ và quyền hạn
Theo Điều 2, Quyết định số 2836/QĐ-BTNMT ngày 26 tháng 10 năm 2022 của Bộ Tài nguyên và Môi trường, Cục Viễn thám Quốc gia có các nhiệm vụ, quyền hạn chính:
- Chủ trì, phối hợp xây dựng, trình Bộ trưởng các loại văn bản và tổ chức thực hiện sau khi được phê duyệt.
- Hướng dẫn và tổ chức thực hiện việc ứng dụng viễn thám trong quan trắc, giám sát tài nguyên, môi trường, thiên tai, biến đổi khí hậu và các lĩnh vực khắc phục vụ công tác quản lý nhà nước, phát triển kinh tế - xã hội và an ninh - quốc phòng theo quy định của pháp luật;
- Xây dựng, công bố báo cáo quan trắc, giám sát định kỳ và đột xuất về tình hình khai thác và sử dụng tài nguyên thiên nhiên, ô nhiễm môi trường, biến đổi khí hậu bằng công nghệ viễn thám.
- Xây dựng, quản lý, khai thác trạm thu viễn thám, hệ thống lưu trữ và xử lý dữ liệu viễn thám, cơ sở dữ liệu viễn thám và mạng lưới truyền dẫn dữ liệu viễn thám; hướng dẫn việc bảo vệ hành lang an toàn kỹ thuật trạm thu ảnh viễn thám và các công trình hạ tầng viễn thám.
- Tổng hợp nhu cầu thu nhận dữ liệu viễn thám của các bộ, ngành, địa phương; xây dựng và tổ chức thực hiện kế hoạch thu nhận, xử lý dữ liệu viễn thám hàng năm, định kỳ năm năm; cung cấp dữ liệu viễn thám và sản phẩm viễn thám cho các cơ quan, tổ chức, cá nhân theo quy định của pháp luật.
- Hướng dẫn, kiểm tra và tổ chức thực hiện việc xây dựng, cập nhật, quản lý việc thu nhận, vận hành cơ sở dữ liệu viễn thám quốc gia; tổng hợp và công bố siêu dữ liệu viễn thám quốc gia.
- Thẩm định về nội dung liên quan đến cơ sở hạ tầng viễn thám, thu nhận dữ liệu viễn thám quốc gia, ứng dụng và phát triển công nghệ viễn thám đối với các chương trình, đề án, dự án của các bộ, ngành, địa phương theo quy định của pháp luật.
- Hướng dẫn và kiểm tra hoạt động viễn thám của các tổ chức, cá nhân theo quy định của pháp luật; theo dõi, tổng hợp tình hình ứng dụng và phát triển viễn thám trên phạm vi cả nước.
- Thành lập, hiện chỉnh bản đồ địa hình, bản đồ chuyên đề, cơ sở dữ liệu chuyên đề, cập nhật dữ liệu nền thông tin địa lý bằng công nghệ viễn thám theo phân công của Bộ trưởng; ứng dụng viễn thám trong xây dựng hạ tầng dữ liệu không gian địa lý quốc gia.
- Thẩm định, nghiệm thu các công trình, sản phẩm viễn thám theo quy định.
- Ứng dụng viễn thám và địa tin học trong điều tra cơ bản, đo đạc, thu thập, phân tích, xử lý các dữ liệu thông tin không gian phục vụ công tác quản lý nhà nước và các nhu cầu của xã hội.
- Cung cấp các dịch vụ công về viễn thám theo quy định của pháp luật.
- Thực hiện các nhiệm vụ khác do Bộ trưởng giao.

## Lãnh đạo Cục[3]
- Cục trưởng: Trần Tuấn Ngọc
- Phó Cục trưởng:

1. Chu Hải Tùng
2. Lê Quốc Hưng

## Cơ cấu tổ chức
(Theo Điều 4, Quyết định số 2836/QĐ-BTNMT ngày 26 tháng 10 năm 2022 của Bộ trưởng Bộ Tài Nguyên và Môi trường)

### Các đơn vị chức năng
- Văn phòng Cục
- Phòng Cơ sở hạ tầng và Công nghệ viễn thám
- Phòng Kế hoạch tổng hợp
- Phòng Quản lý hoạt động viễn thám

### Các đơn vị sự nghiệp
- Đài Viễn thám Trung ương
- Trung tâm Giám sát tài nguyên môi trường và biến đổi khí hậu
- Trung tâm Kiểm định chất lượng sản phẩm và Phát triển ứng dụng viễn thám
- Trung tâm Thông tin và Dữ liệu viễn thám

## Hoạt động
Theo trang web Chuyên trang 35 năm xây dựng và phát triển Cục Viễn thám Quốc gia Lưu trữ ngày 14 tháng 3 năm 2018 tại Wayback Machine thì Cục Viễn thám Quốc gia được thành lập năm 1980. Ngày 15/12/2015 tại Hà Nội, Bộ Tài nguyên và Môi trường đã long trọng tổ chức Lễ kỷ niệm 35 năm xây dựng và phát triển Cục Viễn thám Quốc gia và đón nhận Huân chương Lao động hạng Nhì.